# Fata cattiva
La fata cattiva, nota anche con gli appellativi di fata anziana o fata nera, è un personaggio della fiaba La bella addormentata nel bosco, della quale rappresenta l'antagonista. A seconda delle versioni o è innominata o prende i nomi di Carabosse /karaˈbɔs/ o di Malefica.

## Storia originale
Per celebrare il battesimo della tanto sospirata figlioletta, un re e una regina invitano tutte le fate del regno affinché le facciano da madrina. Ognuna delle fate dona qualcosa alla neonata: chi la bellezza, chi la saggezza, chi il talento musicale. Sopraggiunge una fata cattiva, che non era stata invitata e per vendicarsi dell'onta dona alla bambina una maledizione: "La figlia del re a quindici anni si pungerà con un fuso e cadrà a terra morta."

## Origini
La versione più antica di La bella addormentata che si è preservata è Sole, Luna e Talia dal Pentamerone di Giambattista Basile, che però non include nessuna fata (il destino della protagonista è profetizzato ma non è causato da un incantesimo).
Charles Perrault aggiunse la fata alla sua versione della fiaba, La Belle au bois dormant, datata 1697, ma non le diede un nome. Anche i fratelli Grimm inclusero una fata senza nome nella loro versione, Dornröschen. Nella versione di Perrault vennero invitate sette fate, l'ottava, la più anziana, visto che non si aveva notizie di lei da molti anni, fu data per morta. La fata compare alla festa e non se la prende per il mancato invito, tuttavia si arrabbia notando che il re aveva fatto forgiare posate d'oro e d'argento per le altre fate, ma lei, essendo un ospite a sorpresa, ottenne comuni posate. Notando il risentimento nella faccia dell'anziana fata, la più giovane si nascose e quando le fate diedero i loro doni alla principessa, la fata anziana, credendo le fate avessero dato tutte un dono, la maledisse e sparì, così la più giovane uscì allo scoperto e rimediò. Nella versione dei fratelli Grimm le fate invitate sono dodici, ignorando la tredicesima. Mentre la dodicesima fata sta per dare il suo dono a Rosaspina, la tredicesima appare, interrompendola, maledice la fanciulla e sparisce. Viene poi lasciato intuire che fu la stessa fata, travestita da vecchietta, a spingere Rosaspina a pungersi sull'arcolaio (mentre in quella di Perrault la donna era una normale vecchietta ignara del bando sugli arcolai).
Nel balletto La bella addormentata di Pëtr Il'ič Čajkovskij la fata prende il nome di Carabosse, che originariamente era il nome della fata cattiva in La principessa Rosetta di Marie-Catherine d'Aulnoy, nonostante la fiaba contenga delle differenze rispetto a La bella addormentata.

## Adattamenti
La fata cattiva compare nelle seguenti opere:

### Film
- La bella addormentata nel bosco (Sleeping Beauty) (1959): voce italiana di Tina Lattanzi
- Come si svegliano le principesse (Jak se budí princezny) (1978): interpretata da Libuse Svormová
- La bella addormentata (Sleeping Beauty) (1987): interpretata da Sylvia Miles, doppiata in italiano da Cristina Grado
- La bella addormentata (Sleeping Beauty) (1989): interpretata da Jana Plichtová, doppiata in italiano da Ida Sansone
- La bella addormentata (Sleeping Beauty) (1995)
- Dornröschen (2007): interpretata da Nicole Spiekermann
- Maleficent (2014): interpretata da Angelina Jolie, doppiata in italiano da Claudia Catani
- Maleficent - Signora del male (2019): interpretata da Angelina Jolie, doppiata in italiano da Claudia Catani

### Serie televisive
- Le grandi fiabe raccontate da Shirley Temple (Shirley Temple's Storybook) (1958): interpretata da Judith Evelyn
- Nel regno delle fiabe (Shelley Duvall's Faerie Tale Theatre) (1982-1987): interpretata da Beverly D'Angelo
- Le fiabe son fantasia (Grimm Meisaku Gekijou) (1987-1988): doppiata in italiano da Elisabetta Cesone
- Le fiabe più belle (Anime Sekai no Dowa) (1995): doppiata in originale da Reiko Yamada e in italiano da Lidia Costanzo
- Simsalagrimm (Simsala Grimm) (1999-2010)
- Le più belle fiabe dei fratelli Grimm (Acht auf einen Streich) (2008-): interpretata da Hannelore Elsner, doppiata in italiano da Paola Mannoni
- C'era una volta (Once Upon a Time) (2011-2018): interpretata da Kristin Bauer van Straten, doppiata in italiano da Francesca Fiorentini
- Regal Academy (2016-2019)

### Versione Disney
La fata cattiva appare anche nel Classico Disney La bella addormentata nel bosco, dove si chiama Malefica e ha le sembianze di una donna alta dalla pelle verde, con occhi gialli e un copricapo a forma di due corna nere. Fa inoltre parte del franchise Cattivi Disney.